# Bravo-Jahrescharts 1982
Die Jugendzeitschrift Bravo erscheint seit 1956 und enthält in jeder Wochenausgabe eine Hitliste, die von den Lesern gewählt wurde. Zum Jahresende wird eine Jahreshitliste erstellt, die Bravo-Jahrescharts. Seit 1960 wählen die Bravo-Leser zudem ihre beliebtesten Gesangsstars und dekorieren sie mit dem Bravo Otto.

## Bravo-Jahrescharts 1982
1. Maid of Orleans – Orchestral Manoeuvres in the Dark – 396 Punkte
2. Skandal im Sperrbezirk – Spider Murphy Gang – 396 Punkte
3. Ebony and Ivory – Paul McCartney & Stevie Wonder – 359 Punkte
4. Der Kommissar – Falco – Punkte
5. One of Us – ABBA – 333 Punkte
6. Cambodia – Kim Wilde – 316 Punkte
7. Oh Julie – Shakin’ Stevens – 289 Punkte
8. Tainted Love – Soft Cell – 283 Punkte
9. Da Da Da ich lieb dich nicht du liebst mich nicht aha aha aha – Trio – 260 Punkte
10. Goldener Reiter – Joachim Witt – 259 Punkte

## Bravo-Otto-Wahl 1982

### Pop-Gruppe
1. Goldener Otto: Spider Murphy Gang
2. Silberner Otto: ABBA
3. Bronzener Otto: BAP

### Sänger
1. Goldener Otto: Shakin’ Stevens
2. Silberner Otto: F. R. David
3. Bronzener Otto: Peter Maffay

### Sängerinnen
1. Goldener Otto: Nena
2. Silberner Otto: Kim Wilde
3. Bronzener Otto: Frida